# Tlenek manganu(III)
Tlenek manganu(III), Mn
2O
3 – nieorganiczny związek chemiczny z grupy tlenków zasadowych, w którym mangan występuje na III stopniu utlenienia. Występuje w naturze jako minerał braunit. Wykorzystuje się go do produkcji ferrytów, termistorów i półprzewodników.

## Otrzymywanie
Tlenek manganu(III) otrzymuje się poprzez ogrzewanie tlenku manganu(IV) w powietrzu w temperaturze rzędu 500–900 °C:
4MnO
2 → 2Mn
2O
3 + O
2
Z tego samego tlenku można otrzymać Mn
2O
3 poprzez redukcję w obecności wodoru, metanu lub węgla w 300 °C.
Inną metodą jest termiczny rozkład węglanu manganu(II) połączony z utlenianiem w powietrzu bądź tlenie powstającego tlenku manganu(II):
4MnCO
3 + O
2 → 2Mn
2O
3 + 4CO
2
Tlenek manganu(III) powstaje także w wyniku gwałtownego utleniania w powietrzu wodorotlenku manganu(II), a także tworzy się również w reakcji tlenku manganu(II) dimanganu(III) (Mn
3O
4) z kwasem octowym:
Mn
3O
4 + 2CH
3COOH → Mn(CH
3COO)
2 + Mn
2O
3 + H
2O
Powstający octan manganu(II) rozkłada się do tlenku manganu(III) w temperaturze 350 °C. W wyniku dehydratacji tlenku wodorotlenku manganu(III) pod zmniejszonym ciśnieniem powstaje niestabilna forma tetragonalna tlenku manganu(III), która przy dalszym ogrzewaniu przekształca się w regularną. Częściowy rozkład MnO
2 w obecności wodorotlenku potasu prowadzi do wytworzenia się Mn
2O
3 i manganianu(VI) potasu.
3MnO
2 + 2KOH → Mn
2O
3 + K
2MnO
4 + H
2O
jednak w obecności tlenu lub innego utleniacza cały tlenek manganu(III) utlenia się do manganianu(VI):
2MnO
2 + 4KOH + O
2 → 2K
2MnO
4 + 2H
2O

## Właściwości
Tlenek manganu(III) tworzy czarne kryształy. Jest nierozpuszczalny w wodzie, etanolu i acetonie. Twardość braunitu w skali Mohsa wynosi 6–6,5, jego rezystywność: 0,16–1,0 Ω·m, a temperatura Néela dla regularnej formy α: −183 °C. W ok. 1000 °C tlenek manganu(III) traci tlen i przechodzi w najtrwalszy tlenek manganu – tlenek manganu(II) dimanganu(III).
W wyniku roztworzenia tlenku manganu(III) lub jego formy uwodnionej – tlenku wodorotlenku manganu(III) (powstającego z roztworów manganu(II) po dodaniu chlorku amonu bądź amoniaku i następnemu utlenianiu w powietrzu) – w kwasach powstają odpowiednie sole manganu(III) (także sole kompleksowe w odpowiednich kwasach, m.in. kwasie fluorowodorowym, kwasie szczawiowym, cyjanowodorze). W reakcji z gorącym kwasem siarkowym powstaje γ-MnO
2:
Mn
2O
3 + H
2SO
4 → MnO
2 + MnSO
4 + H
2O
Podczas ogrzewania tlenku manganu(III) tworzy się tlenek manganu(II) dimanganu(III). Reakcję tę przeprowadza się w ponad 940 °C w powietrzu, w ponad 1090 °C w tlenie i w 230 °C w wodorze. W ostatnim przypadku temperatura nie może być wyższa niż 300 °C, gdyż prowadzi to do wytworzenia się zielonego tlenku manganu(II).